# Giải bóng đá hạng nhất quốc gia 2010 (kết quả chi tiết)
Sau đây là kết quả chi tiết Giải bóng đá hạng nhất quốc gia 2010, có tên chính thức là Giải bóng đá hạng Nhất Quốc gia Cúp Tôn Hoa Sen 2010, với 14 câu lạc bộ tham dự.

## Lịch thi đấu và kết quả
| Lượt đi    | Lượt đi    | Lượt đi | Trận                                       | Trận | Trận                                       | Lượt về | Lượt về    | Lượt về    |
| ---------- | ---------- | ------- | ------------------------------------------ | ---- | ------------------------------------------ | ------- | ---------- | ---------- |
| Ngày       | Sân        | Tỷ số   | Đội                                        |      | Đội                                        | Tỷ số   | Sân        | Ngày       |
| 30 tháng 1 | Hàng Đẫy   | 1–1     | Hà Nội ACB                                 | –    | Viettel                                    | 1–5     | Mỹ Đình    | 29 tháng 5 |
| 30 tháng 1 | Quy Nhơn   | 0–0     | QSC Bình Định                              | –    | Đồng Nai Berjaya                           | 1–1     | Đồng Nai   | 29 tháng 5 |
| 30 tháng 1 | Quảng Nam  | 0–0     | Quảng Nam Quảng Nam-Xuân Thành             | –    | Huda Huế                                   | 0–0     | Tự Do      | 29 tháng 5 |
| 30 tháng 1 | Cần Thơ    | 0–0     | Thành phố Cần Thơ Xổ số kiến thiết Cần Thơ | –    | An Giang                                   | 0–0     | An Giang   | 29 tháng 5 |
| 30 tháng 1 | Tây Ninh   | 2–1     | Xi măng FicoTây Ninh                       | –    | TDC Bình Dương                             | 1–2     | Bình Dương | 29 tháng 5 |
| 30 tháng 1 | Tiền Giang | 2–1     | Hải Nhân Tiền Giang                        | –    | Thành phố Hồ Chí Minh                      | 0–1     | Thống Nhất | 29 tháng 5 |
| 6 tháng 2  | Cửa Ông    | 2–3     | Than Quảng Ninh                            | –    | Hà Nội ACB                                 | 0–0     | Hàng Đẫy   | 5 tháng 6  |
| 6 tháng 2  | Đồng Nai   | 0–0     | Đồng Nai Berjaya                           | –    | Quảng Nam Quảng Nam-Xuân Thành             | 1–3     | Quảng Nam  | 5 tháng 6  |
| 6 tháng 2  | Tự Do      | 2–4     | Huda Huế                                   | –    | QSC Bình Định                              | 0–1     | Quy Nhơn   | 5 tháng 6  |
| 6 tháng 2  | An Giang   | 1–1     | An Giang                                   | –    | Hải Nhân Tiền Giang                        | 3–2     | Tiền Giang | 5 tháng 6  |
| 6 tháng 2  | Bình Dương | 2–2     | TDC Bình Dương                             | –    | Thành phố Cần Thơ Xổ số kiến thiết Cần Thơ | 0–0     | Cần Thơ    | 5 tháng 6  |
| 6 tháng 2  | Thống Nhất | 2–2     | Thành phố Hồ Chí Minh                      | –    | Xi măng Fico Tây Ninh                      | 1–2     | Tây Ninh   | 5 tháng 6  |
| 27 tháng 2 | Mỹ Đình    | 0–2     | Viettel                                    | –    | Than Quảng Ninh                            | 2–2     | Cửa Ông    | 29 tháng 6 |
| 27 tháng 2 | Quảng Nam  | 1–0     | Quảng Nam Quảng Nam-Xuân Thành             | –    | QSC Bình Định                              | 1–2     | Quy Nhơn   | 29 tháng 6 |
| 27 tháng 2 | Tự Do      | 1–0     | Huda Huế                                   | –    | Đồng Nai Berjaya                           | 1–1     | Đồng Nai   | 29 tháng 6 |
| 27 tháng 2 | Cần Thơ    | 1–1     | Thành phố Cần Thơ Xổ số kiến thiết Cần Thơ | –    | Xi măng FicoTây Ninh                       | 1–0     | Tây Ninh   | 29 tháng 6 |
| 27 tháng 2 | Tiền Giang | 1–2     | Hải Nhân Tiền Giang                        | –    | TDC Bình Dương                             | 0–1     | Bình Dương | 29 tháng 6 |
| 27 tháng 2 | Thống Nhất | 2–1     | Thành phố Hồ Chí Minh                      | –    | An Giang                                   | 1–2     | An Giang   | 29 tháng 6 |
| 6 tháng 3  | Hàng Đẫy   | 3–2     | Hà Nội ACB                                 | –    | Huda Huế                                   | 2–3     | Tự Do      | 3 tháng 7  |
| 6 tháng 3  | Đồng Nai   | 1–1     | Đồng Nai Berjaya                           | –    | Than Quảng Ninh                            | 0–3     | Cửa Ông    | 3 tháng 7  |
| 6 tháng 3  | Tiền Giang | 0–1     | Hải Nhân Tiền Giang                        | –    | Thành phố Cần Thơ Xổ số kiến thiết Cần Thơ | 1–0     | Cần Thơ    | 3 tháng 7  |
| 6 tháng 3  | Tây Ninh   | 0–6     | Xi măng Fico Tây Ninh                      | –    | An Giang                                   | 2–2     | An Giang   | 3 tháng 7  |
| 6 tháng 3  | Bình Dương | 0–2     | TDC Bình Dương                             | –    | Thành phố Hồ Chí Minh                      | 3–3     | Thống Nhất | 3 tháng 7  |
| 6 tháng 3  | Quy Nhơn   | 6–3     | QSC Bình Định                              | –    | Viettel                                    | 2–1     | Mỹ Đình    | 5 tháng 7  |
| 13 tháng 3 | Thống Nhất | 1–1     | Thành phố Hồ Chí Minh                      | –    | Thành phố Cần Thơ Xổ số kiến thiết Cần Thơ | 2–4     | Cần Thơ    | 9 tháng 7  |
| 13 tháng 3 | Hàng Đẫy   | 4–0     | Hà Nội ACB                                 | –    | Quảng Nam Quảng Nam-Xuân Thành             | 1–3     | Quảng Nam  | 10 tháng 7 |
| 13 tháng 3 | Cửa Ông    | 1-1     | Than Quảng Ninh                            | –    | QSC Bình Định                              | 1–0     | Quy Nhơn   | 10 tháng 7 |
| 13 tháng 3 | Đồng Nai   | 4–0     | Đồng Nai Berjaya                           | –    | Viettel                                    | 1–1     | Mỹ Đình    | 10 tháng 7 |
| 13 tháng 3 | An Giang   | 3–2     | An Giang                                   | –    | TDC Bình Dương                             | 0–2     | Bình Dương | 10 tháng 7 |
| 13 tháng 3 | Tây Ninh   | 4–0     | Xi măng FicoTây Ninh                       | –    | Hải Nhân Tiền Giang                        | 1–3     | Tiền Giang | 10 tháng 7 |
| 20 tháng 3 | Tự Do      | 0–0     | Huda Huế                                   | –    | Thành phố Hồ Chí Minh                      | 0–2     | Thống Nhất | 13 tháng 7 |
| 20 tháng 3 | Cần Thơ    | 3–0     | Thành phố Cần Thơ Xổ số kiến thiết Cần Thơ | –    | Hà Nội ACB                                 | 1–2     | Hàng Đẫy   | 17 tháng 7 |
| 20 tháng 3 | Quảng Nam  | 1–0     | Quảng Nam Quảng Nam-Xuân Thành             | –    | Hải Nhân Tiền Giang                        | 2–1     | Tiền Giang | 17 tháng 7 |
| 20 tháng 3 | Cửa Ông    | 1–1     | Than Quảng Ninh                            | –    | Xi măng Fico Tây Ninh                      | 3–3     | Tây Ninh   | 17 tháng 7 |
| 20 tháng 3 | Mỹ Đình    | 3–1     | Viettel                                    | –    | TDC Bình Dương                             | 0–2     | Bình Dương | 17 tháng 7 |
| 20 tháng 3 | An Giang   | 1–0     | An Giang                                   | –    | Đồng Nai Berjaya                           | 2–2     | Đồng Nai   | 17 tháng 7 |
| 3 tháng 4  | Tiền Giang | 4 – 0   | Hải Nhân Tiền Giang                        | –    | Huda Huế                                   | 1–2     | Tự Do      | 20 tháng 7 |
| 3 tháng 4  | Quảng Nam  | 2 - 0   | Quảng Nam Quảng Nam-Xuân Thành             | –    | Thành phố Hồ Chí Minh                      | 3–3     | Thống Nhất | 20 tháng 7 |
| 3 tháng 4  | Mỹ Đình    | 0 – 2   | Viettel                                    | –    | Xi măng FicoTây Ninh                       | 2–2     | Tây Ninh   | 20 tháng 7 |
| 3 tháng 4  | Bình Dương | 6 – 2   | TDC Bình Dương                             | –    | Than Quảng Ninh                            | 1–2     | Cửa Ông    | 20 tháng 7 |
| 3 tháng 4  | Quy Nhơn   | 1 – 2   | QSC Bình Định                              | –    | Hà Nội ACB                                 | 0–1     | Hàng Đẫy   | 20 tháng 7 |
| 3 tháng 4  | Cần Thơ    | 1 – 0   | Thành phố Cần Thơ Xổ số kiến thiết Cần Thơ | –    | Đồng Nai Berjaya                           | 1–2     | Đồng Nai   | 20 tháng 7 |
| 10 tháng 4 | Cửa Ông    | 1 – 0   | Than Quảng Ninh                            | –    | Hải Nhân Tiền Giang                        | 0–3     | Tiền Giang | 24 tháng 7 |
| 10 tháng 4 | Thống Nhất | 0 – 2   | Thành phố Hồ Chí Minh                      | –    | Viettel                                    | 1–0     | Mỹ Đình    | 24 tháng 7 |
| 10 tháng 4 | Tây Ninh   | 2 – 1   | Xi măng Fico Tây Ninh                      | –    | Quảng Nam Quảng Nam-Xuân Thành             | 0–0     | Quảng Nam  | 24 tháng 7 |
| 10 tháng 4 | Bình Dương | 0 – 1   | TDC Bình Dương                             | –    | Huda Huế                                   | 0–3     | Tự Do      | 24 tháng 7 |
| 10 tháng 4 | Hàng Đẫy   | 2 – 1   | Hà Nội ACB                                 | –    | An Giang                                   | 1–1     | An Giang   | 24 tháng 7 |
| 10 tháng 4 | Quy Nhơn   | 3 – 1   | QSC Bình Định                              | –    | Thành phố Cần Thơ Xổ số kiến thiết Cần Thơ | 3–2     | Cần Thơ    | 24 tháng 7 |
| 17 tháng 4 | An Giang   | 0 – 3   | An Giang                                   | –    | QSC Bình Định                              | 0–1     | Quy Nhơn   | 30 tháng 7 |
| 17 tháng 4 | Đồng Nai   | 1 – 3   | Đồng Nai Berjaya                           | –    | Hà Nội ACB                                 | 1–3     | Hàng Đẫy   | 31 tháng 7 |
| 17 tháng 4 | Thống Nhất | 0 - 1   | Thành phố Hồ Chí Minh                      | –    | Than Quảng Ninh                            | 0–1     | Cửa Ông    | 31 tháng 7 |
| 17 tháng 4 | Mỹ Đình    | 4 – 3   | Viettel                                    | –    | Hải Nhân Tiền Giang                        | 2–0     | Tiền Giang | 31 tháng 7 |
| 17 tháng 4 | Quảng Nam  | 3 – 2   | Quảng Nam Quảng Nam-Xuân Thành             | –    | TDC Bình Dương                             | 1–0     | Bình Dương | 31 tháng 7 |
| 17 tháng 4 | Tự Do      | 5 – 3   | Huda Huế                                   | –    | Xi măng FicoTây Ninh                       | 1–2     | Tây Ninh   | 31 tháng 7 |
| 1 tháng 5  | Hàng Đẫy   | 6 – 0   | Hà Nội ACB                                 | –    | Thành phố Hồ Chí Minh                      | 1–2     | Thống Nhất | 3 tháng 8  |
| 1 tháng 5  | Quy Nhơn   | 3 – 1   | QSC Bình Định                              | –    | Xi măng Fico Tây Ninh                      | 3–3     | Tây Ninh   | 3 tháng 8  |
| 1 tháng 5  | Bình Dương | 2 – 3   | TDC Bình Dương                             | –    | Đồng Nai Berjaya                           | 1–0     | Đồng Nai   | 3 tháng 8  |
| 1 tháng 5  | An Giang   | 1 – 0   | An Giang                                   | –    | Quảng Nam Quảng Nam-Xuân Thành             | 1–0     | Quảng Nam  | 3 tháng 8  |
| 1 tháng 5  | Cần Thơ    | 1 – 1   | Thành phố Cần Thơ Xổ số kiến thiết Cần Thơ | –    | Viettel                                    | 2–1     | Mỹ Đình    | 3 tháng 8  |
| 1 tháng 5  | Cửa Ông    | 3 – 1   | Than Quảng Ninh                            | –    | Huda Huế                                   | 1–2     | Tự Do      | 3 tháng 8  |
| 8 tháng 5  | Tiền Giang | 1 – 2   | Hải Nhân Tiền Giang                        | –    | Hà Nội ACB                                 | 1–1     | Hàng Đẫy   | 7 tháng 8  |
| 8 tháng 5  | Tây Ninh   | 2 - 1   | Xi măng FicoTây Ninh                       | –    | Đồng Nai Berjaya                           | 2–4     | Đồng Nai   | 7 tháng 8  |
| 8 tháng 5  | Bình Dương | 2 – 1   | TDC Bình Dương                             | –    | QSC Bình Định                              | 0–1     | Quy Nhơn   | 7 tháng 8  |
| 8 tháng 5  | Tự Do      | 1 – 1   | Huda Huế                                   | –    | Thành phố Cần Thơ Xổ số kiến thiết Cần Thơ | 0–1     | Cần Thơ    | 7 tháng 8  |
| 8 tháng 5  | Mỹ Đình    | 1 – 3   | Viettel                                    | –    | An Giang                                   | 1–2     | An Giang   | 7 tháng 8  |
| 8 tháng 5  | Cửa Ông    | 1 – 0   | Than Quảng Ninh                            | –    | Quảng Nam Quảng Nam-Xuân Thành             | 0–1     | Quảng Nam  | 7 tháng 8  |
| 15 tháng 5 | Hàng Đẫy   | 5 – 0   | Hà Nội ACB                                 | –    | Xi măng Fico Tây Ninh                      | 3–1     | Tây Ninh   | 14 tháng 8 |
| 15 tháng 5 | Quy Nhơn   | 1 – 4   | QSC Bình Định                              | –    | Hải Nhân Tiền Giang                        | 0–2     | Tiền Giang | 14 tháng 8 |
| 15 tháng 5 | Đồng Nai   | 1 – 0   | Đồng Nai Berjaya                           | –    | Thành phố Hồ Chí Minh                      | 1–1     | Thống Nhất | 14 tháng 8 |
| 15 tháng 5 | Cần Thơ    | 1 – 1   | Thành phố Cần Thơ Xổ số kiến thiết Cần Thơ | –    | Than Quảng Ninh                            | 0–4     | Cửa Ông    | 14 tháng 8 |
| 15 tháng 5 | Quảng Nam  | 0 – 1   | Quảng Nam Quảng Nam-Xuân Thành             | –    | Viettel                                    | 3–0     | Mỹ Đình    | 14 tháng 8 |
| 15 tháng 5 | An Giang   | 3 – 0   | An Giang                                   | –    | Huda Huế                                   | 1–0     | Tự Do      | 14 tháng 8 |
| 22 tháng 5 | Hàng Đẫy   | 1 – 1   | Hà Nội ACB                                 | –    | TDC Bình Dương                             | 2–2     | Bình Dương | 21 tháng 8 |
| 22 tháng 5 | Quy Nhơn   | 6 - 1   | QSC Bình Định                              | –    | Thành phố Hồ Chí Minh                      | 1–2     | Thống Nhất | 21 tháng 8 |
| 22 tháng 5 | Tiền Giang | 1 – 0   | Hải Nhân Tiền Giang                        | –    | Đồng Nai Berjaya                           | 0–2     | Đồng Nai   | 21 tháng 8 |
| 22 tháng 5 | Cần Thơ    | 0 – 2   | Thành phố Cần Thơ Xổ số kiến thiết Cần Thơ | –    | Quảng Nam Quảng Nam-Xuân Thành             | 2–1     | Quảng Nam  | 21 tháng 8 |
| 22 tháng 5 | Cửa Ông    | 3 – 1   | Than Quảng Ninh                            | –    | An Giang                                   | 2–0     | An Giang   | 21 tháng 8 |
| 22 tháng 5 | Tự Do      | 1 – 1   | Huda Huế                                   | –    | Viettel                                    | 1–4     | Mỹ Đình    | 21 tháng 8 |